# 乔豫
乔豫（?—?），五胡十六国汉赵大臣。官至侍中。

## 生平
320年，刘曜建立太学。又建造丰明观和西宫，在池边建起陵霄台，又在霸陵西南修筑寿陵。乔豫和和苞上疏规谏，认为：“臣闻人主之兴作也，必仰准乾象，俯顺人时。卫文公在北狄入侵之后，节俭费用、爱恤士民，营造宫室，符合时制，所以可以振兴卫康叔的基业，延续九百年的国运。之前奉诏营建丰明观，小民都讥讽奢侈：‘修建一座观的人力，足以平定凉州！’现又要效法阿房宫、琼台而建造西宫、陵霄台，人力费用远超营建丰明观的亿万倍，如果用到军事，便可以兼并晋、蜀，统一齐、魏！营建寿陵，周长有四里，深三十五丈，用铜做棺椁，以黄金为饰，耗费的人力费用，怕不是国内所承担的。秦始皇陵掘穿三重泉水，以金属浇铸，但墓土未干，便被发掘毁坏，秦朝灭亡。自古无不亡之国，不掘之墓，所以圣王葬事从俭，是深远之虑。陛下怎能在中兴之时，重蹈亡国的覆辙。”刘曜下诏说：“二位侍中恳恳忠诚，有古人之风，是社稷之臣。停止建造宫室，寿陵制度，依照霸陵。赐封乔豫为安昌子，和苞为平舆子，兼领谏议大夫。”刘曜亲征氐羌，于南安郡西讨杨韬，杨韬与陇西太守梁勋归降刘曜，封为列侯。刘曜派侍中乔豫率甲士五千，迁杨韬等和陇右万余户到长安。